# Rhinoleucophenga americana
Rhinoleucophenga americana är en tvåvingeart som först beskrevs av Patterson 1943.  Rhinoleucophenga americana ingår i släktet Rhinoleucophenga och familjen daggflugor. Inga underarter finns listade i Catalogue of Life.